# Мюль-Розин
Мюль-Розин (нем. Mühl Rosin) — община в Германии, районный центр, расположен в земле Мекленбург-Передняя Померания.
Входит в состав района Гюстров. Подчиняется управлению Гюстров-Ланд. Население составляет 1101 человек (2009); в 2003 г. — 1182. Занимает площадь 24,29 км².